# Тульский зооуголок (мини-зоопарк)
Зооуголок ЦПКиО им. П. П. Белоусова — мини-зоопарк в городе Туле. Находится на территории Центрального парка культуры и отдыха им. П. П. Белоусова, образуя с ним единую особо охраняемую природную зону площадью 143 гектара. В вольерах Тульского зооуголка — павлины, фазаны, попугаи, кролики, косули, куры, индейки, носухи, лебеди и другие представители фауны. В пруду водятся гигантские рыбы.

## История
4 июля 1976 года в тульском Центральном парке культуры и отдыха имени П. П. Белоусова, на одном из прудов и прилегающей территории, открылся живой уголок. Инициатором его создания был сотрудник машиностроительного завода имени В. М. Рябикова (ныне ОАО АК «Туламашзавод») Адольф Аркадьевич Бочаров, а завод помог в его обустройстве. Первыми построили вольеры для гусей, уток, кроликов, кур, индеек и т. д. Со временем число животных и их видов увеличивалось.
5 июня 2009 года после реконструкции открылся обновлённый зооуголок, его коллекция пополнилась новыми видами попугаев, страусами, козами, лисами, различными породами уток, кур, голубей и другими животными и птицами. В зооуголке обитают 285 животных: 37 видов птиц и 8 видов зверей.

## Животные мини-зоопарка

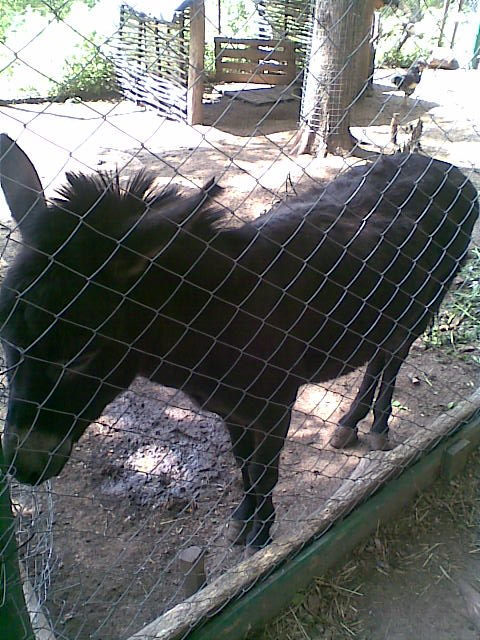
Ослик
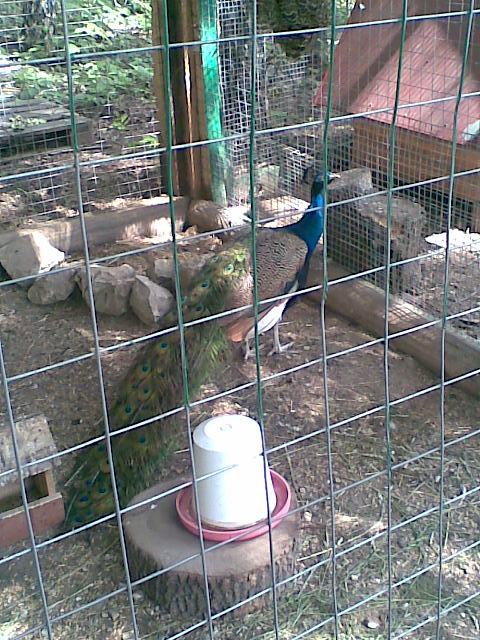
Павлин
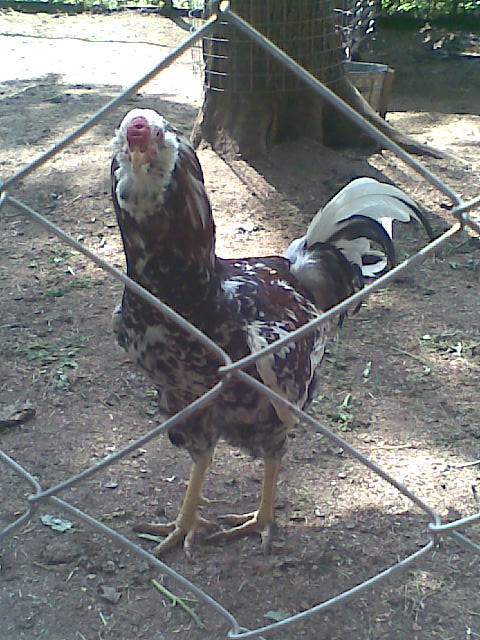
Петух
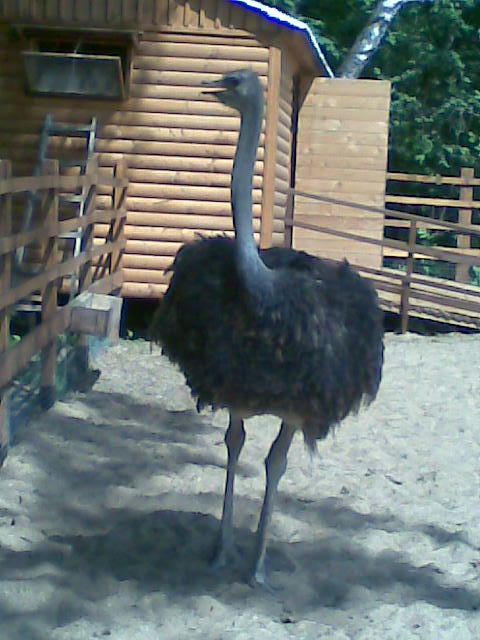
Страус